# Истмен, Чарльз Гэмидж
Чарльз Гэмидж Истмен (англ. Charles Gamage Eastman, 1 июня 1816, Fryeburg, Мэн — 16 сентября 1860, Монтпилиер) — американский журналист, поэт, сенатор.

## Биография
Сын Бенджамина Климента и Марии Ребекки, уроженец штата Мэн, основатель и руководитель нескольких больших газет, в том числе «The Spirit of the Age». Автор стихотворений, отличающихся совершенством формы и превосходными описаниями природы. Стихотворения Истмена изданы в 1848 и 1880 в Монтпилиере (штат Вермонт).
Избирался сенатором штата от округа Вашингтон в 1852 и 1853 году.